# リヌス・イスラエル
リヌス・イスラエル（Rinus Israël、1942年3月19日 - 2025年7月1日）は、オランダ アムステルダム出身のサッカー選手、サッカー指導者である。
選手としてDWS、フェイエノールト、エクセルシオール、PECズヴォレに所属。
彼にとってクラブレベルでの最大の成功を得たフェイエノールトでは、エールディヴィジに3回、KNVBカップ、UEFAチャンピオンズカップ、UEFAカップにそれぞれ1回優勝。1970年UEFAチャンピオンズカップ決勝のセルティック戦では2点のうち1得点を挙げている。
「鉄のリヌス (IJzeren Rinus) 」のニックネームで呼ばれ、テオ・ラセロムスとともにフェイエノールトで堅牢な守備陣を築いたことで、アムステルダマーながらフェイエノールト史上最高のDFとして知られている。当時のチームメイト ヴィム・ヤンセンは後に「フェイエノールトがトップに成長するためにリヌスこそが必要な起爆剤だった。彼のおかげて毎回のトレーニングが試合の様になったんだ。トップに到達したいなら常に綺麗にプレーできるわけでは無いということを彼のおかげで経験できた」と当時のチームの強靱なメンタリティの要因がイスラエルにあったことを指摘している。
オランダ代表としては、1964年から1974年の間に47試合出場3得点。オランダが準優勝した1974年ワールドカップでは3試合に途中出場した。
2025年7月1日死去。83歳没。

## 選手経歴
- 1962-1966  AFC DWS（オランダ語版）
- 1966-1974  フェイエノールト
- 1974-1975  SBVエクセルシオール
- 1975-1982  PECズヴォレ

## 指導経歴
- 1984-1986  FCデン・ボス
- 1986-1988  フェイエノールト
- 1988-1989  PAOKテッサロニキ
- 1989-1990  FCデン・ボス
- 1991-1992  FCディナモ・ブカレスト
- 1992-1997  オランダユース代表
- 1997-1998  ガーナ代表
- 1998-1999  アル・ジャジーラ・クラブ
- 1999-2000  アル・シャバーブ・アル・アラビークラブ
- 2000-2001  アル・ワフダ・アブダビ
- 2001-2003  ADOデン・ハーグ
- 2003-2004  アル・ワフダ・アブダビ

## タイトル
DWS
- エールディヴィジ：1回 (1963-64)

フェイエノールト
- エールディヴィジ：3回 (1968-69, 1970-71, 1973-74)
- KNVBカップ：1回 (1968-69)
- チャンピオンズカップ：1回 (1969-70)
- UEFAカップ：1回 (1973-74)
- インターコンチネンタルカップ：1回 (1970)